# Tumuli de Gaya
Les tumuli de Gaya sont un ensemble de sept sites de sépultures tumulaires en Corée du Sud, édifiés sous la confédération de Gaya entre le Ier et VIe siècles ; ils forment un bien inscrit au patrimoine mondial depuis 2023.

## Historique
La Corée du Sud inscrit le 11 décembre 2013 deux propositions sur sa liste indicative, préalable nécessaire à tout examen d'inscription : Gaya Tumuli of Gimhae - Haman (« tumuli de Gaya de Gimhae - Haman ») et The Goryeong Jisandong Daegaya Tumuli (« les tumuli de Goryeong Jisandong (en) Daegaya »). Ces deux  propositions sont fusionnées le 28 janvier 2019 dans une nouvelle inscription unique intitulée Gaya Tumuli.
Le bien est inscrit au patrimoine mondial en juillet 2023, lors de la 45e session du Comité.

## Sites
Le bien inscrit comprend sept sites.
| N°       | Site                                      | Lieu        | Superficie (ha) | Zone tampon (ha) | Coordonnées                   | Illus. |
| -------- | ----------------------------------------- | ----------- | --------------- | ---------------- | ----------------------------- | ------ |
| 1666-001 | Tumuli de Daeseong-dong (ko)              | Gimhae      | 3,06            | 52,17            | 35° 14′ 14″ N, 128° 52′ 25″ E |        |
| 1666-002 | Tumuli de Marisan (ko)                    | Haman       | 40,28           | 211,63           | 35° 16′ 06″ N, 128° 24′ 27″ E |        |
| 1666-003 | Tumuli d'Okjeon (ko)                      | Hapcheon    | 14,47           | 115,54           | 35° 34′ 58″ N, 128° 16′ 48″ E |        |
| 1666-004 | Tumuli de Jisan-dong (ko)                 | Goryeong    | 84,41           | 256,44           | 35° 43′ 19″ N, 128° 15′ 21″ E |        |
| 1666-005 | Tumuli de Songhak-dong (ko)               | Goseong     | 3,16            | 49,39            | 34° 58′ 49″ N, 128° 19′ 17″ E |        |
| 1666-006 | Tumuli de Yugok-ri et Durak-ri (ko)       | Namwon      | 9,52            | 98,74            | 35° 30′ 30″ N, 127° 37′ 17″ E |        |
| 1666-007 | Tumuli de Gyo-dong et Songhyeon-dong (ko) | Changnyeong | 34,1            | 177,51           | 35° 32′ 47″ N, 128° 30′ 17″ E |        |